# Aleksandra Sambor
Aleksandra Sambor z domu Szymczak (również Ola Sambor) (ur. 29 września 1962, zm. 19 lipca 2016) – polska artystka plastyk, współtwórczyni zakopiańskiego Radia Alex, malarka, nauczycielka.
Absolwentka Wydziału Grafiki gdańskiej ASP. W latach 80. XX w. współtworzyła scenografie do spektakli Teatru Witkacego. W Radiu Alex pracowała jako menadżerka i spikerka.
Była pedagogiem w Prywatnym Gimnazjum i Liceum Janiny Gościej w Zakopanem. Pracowała jako nauczycielka plastyki.
Była autorką obrazów do trzech bocznych ołtarzy w sanktuarium na zakopiańskiej Olczy, upamiętniających świętych: Józefa z Nazaretu, Wincentego a Paulo i Jana Pawła II.

## Życie prywatne
Jej fotografie zamieszczane były na okładkach czasopism. Z mężem Piotrem Samborem mieli dwoje dzieci. Przez kilka lat walczyła z poważną chorobą. Została pochowana 22 lipca 2016 na cmentarzu w Olczy.